# Густав Нюгейм
Густав К'єльстад Нюгейм (норв. Gustav Kjølstad Nyheim, нар. 18 лютого 2006, Молде, Норвегія) — норвезький футболіст, нападник клубу «Молде».

## Ігрова кар'єра

### Клубна
Густав Нюгейм є вихованцем футбольної школи клубу «Молде». Дебютну гру в першій команді нападник провів у липні 2021 року у матчі на Кубок Норвегії. У молодіжній команді «Молде» Нюгейм брав участь у Юнацькій лізі УЄФА.
Починаючи з сезону 2023 року нападника почали залучати до матчів чемпіонату країни. 16 вересня 2023 року у матчі проти «Одда» Нюгейм вперше зіграв у турнірі Елітсерії. Також в сезоні 2023/24 нападник грав у матчах Ліги Європи та Ліги конференцій.

### Збірна
З 2022 року Густав Нюгейм захищає кольори юнацьких збірних Норвегії.